# 遠藤尚太郎
遠藤 尚太郎（えんどう なおたろう、1978年2月14日 - ）は日本の映画監督。東京都出身。

## 人物
2016年に公開されたドキュメンタリー映画・築地ワンダーランドの制作、監督、脚本を手がけた。